# かけがえのないもの〜ZARD Piano Classics〜
『かけがえのないもの〜ZARD Piano Classics〜』（かけがえのないもの ザード・ピアノ・クラシックス）は、羽田裕美のアルバム。

## 内容
『心を開いて 〜ZARD Piano Classics〜』の続編にあたるZARD関連のピアノ・クラシック・カバー集の第2弾。初めてオリコンチャート100位以内にランクインした。前作の続編をリリースするきっかけは、羽田曰く「前作に入りきれない曲がたくさんあったので」とのこと。

## 批評
『CDジャーナル』は「坂井泉水への敬意と愛情が感じられる演奏は、聴き手の心に響く」と評した。

## 収録曲
1. マイ フレンド
2. 翼を広げて
3. Don't you see!
4. かけがえのないもの
5. あなたに帰りたい
6. きっと忘れない
7. IN MY ARMS TONIGHT
8. I still remember
9. 来年の夏も
10. 遠い日のNostalgia
11. Good-bye My Loneliness

作曲：織田哲郎(#1, 2, 6, 11)、栗林誠一郎(#3, 5, 8, 9)、大野愛果(#4)、春畑道哉(#7)、望月衛介(#10)
編曲：池田大介(#1 - 8, 11)、鎌田真吾(#9)、藤崎昌弘(#10)